# Universidade de Nariño

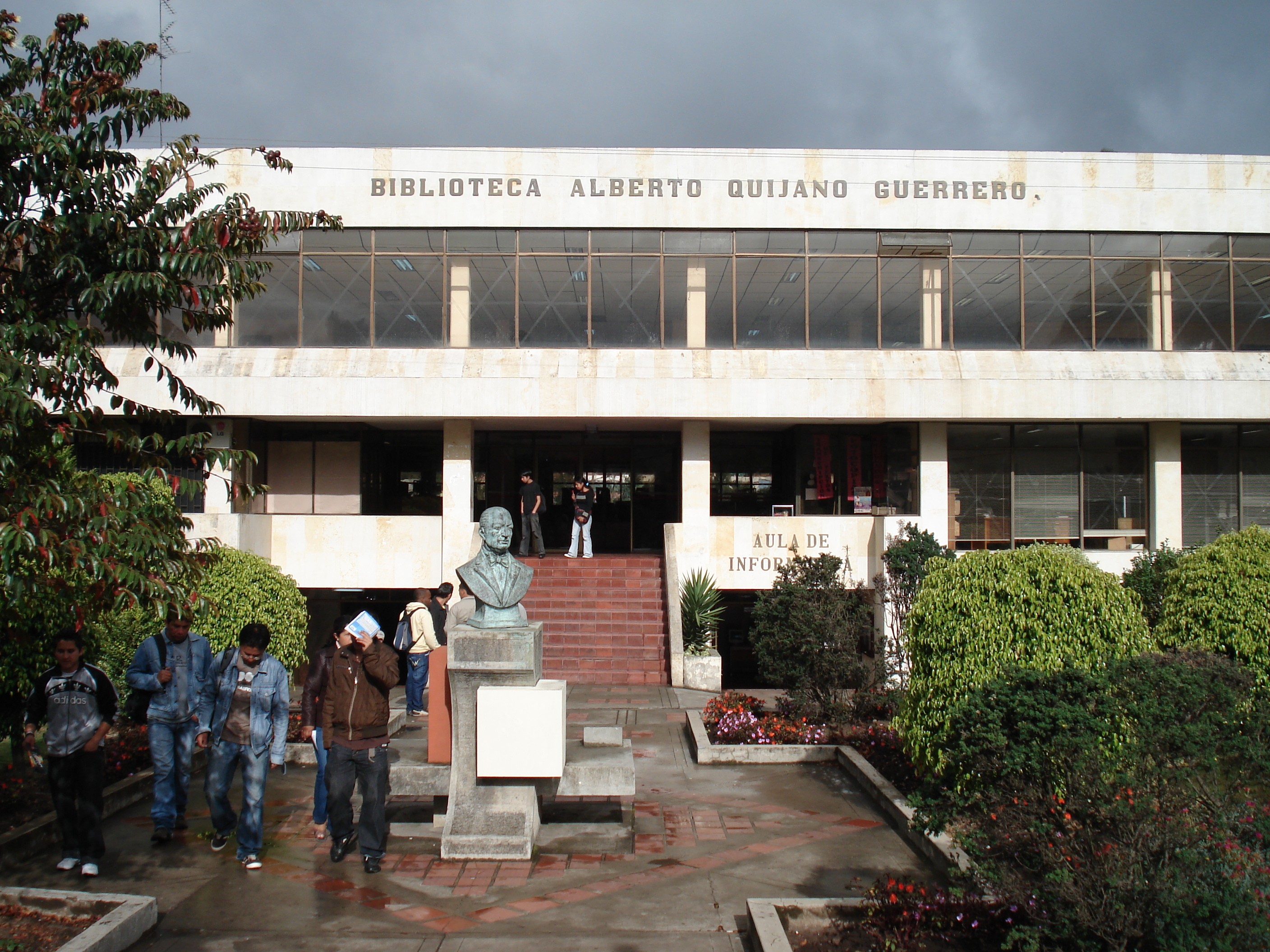
Biblioteca Alberto Quijano Guerrero.

A Universidade de Nariño em Pasto é uma entidade de educação superior que, desde suas origens, faz parte do patrimônio do departamento de Nariño, ao sul de Colômbia.
A Universidade tem cerca de 8700 alunos de pregrado e 600 alunos de pós-graduação cursando estudos em 6 faculdades: Faculdade de Direito e Ciências Políticas, Faculdade de Ciências da Saúde, Facultade de Ciências humanas, Faculdade de Ciências Naturais e Matemáticas, Faculdade de Ciências Pecuárias, Faculdade de engenharia, bem como nos departamentos de Comércio internacional, de Ciências sociais, de geografia, a escola regional de matemáticas e os programas de economia, Psicologia, Engenharia Agroindustrial e de Medicina Veterinaria.
A sede da Universidade é a cidade de Pasto mas oferece também programas de extensão em outros municípios do departamento de Nariño como são Ipiales, Cumbal, Túquerres e Tumaco.